# 徐州市民政医院
徐州市民政医院，是中国江苏省的一所医院，为二级医院，位于徐州市淮海东路150号。

## 规模
徐州市民政医院总床位100张，日门诊量94人次。